# Abou Zeid al-Hilali
 (septembre 2015).
Si vous disposez d'ouvrages ou d'articles de référence ou si vous connaissez des sites web de qualité traitant du thème abordé ici, merci de compléter l'article en donnant les références utiles à sa vérifiabilité et en les liant à la section « Notes et références ».
Abou Zeid ibn Rizq al-Hilali  (en arabe: أبو زيد ابن رزق الهلالي Ābu Zayd al-Hilalī) était un chef arabe des Banu Hilal.
Sous l'ordre des Fatimides, il a migré de l'Égypte à la Tunisie pour punir les Zirides d'avoir abandonné le chiisme pour le sunnisme. Les Banu Hilal ont largement affaibli les Zirides et ont saccagé Kairouan. L'événement a été romancé dans l'épopée Taghribat Bani Hilal. Dans l'épopée, il est dit qu'il a été assassiné par son rival Dhiab ibn Ghanim.
Abou Zeid al-Hilali est le personnage principal d'un film réalisé en 1947 par le réalisateur égyptien Ezzel Dine Zulficar.